# Moments of Clarity
Moments of Clarity è un film del 2016 diretto da Stev Elam.
La pellicola ha come protagonisti Eric Roberts, Lyndsy Fonseca e Bitty Schram e riguarda le vicende amorose e sentimentali di tre amici.

## Riconoscimenti
- Maverick Movie Awards
  - 2016 - Candidatura alla miglior attrice non protagonista a Bitty Schram